# Brachyanax oceanicus
Brachyanax oceanicus är en tvåvingeart som beskrevs av Neal L. Evenhuis 1981. Brachyanax oceanicus ingår i släktet Brachyanax och familjen svävflugor. Inga underarter finns listade i Catalogue of Life.